# Chiara Badano
Chiara „Luce“ Badano (* 29. Oktober 1971 in Sassello; † 7. Oktober 1990 ebenda) ist eine Selige der römisch-katholischen Kirche.

## Leben
Chiara Badano kam 1971 in Sassello, einem kleinen Dorf in Norditalien, zur Welt. Der Vater war LKW-Fahrer, die Mutter Angestellte in einem Betrieb, der Amaretti herstellt. Chiara besuchte den Kindergarten und die Grundschule in Sassello, trieb Sport und lernte Klavierspielen. Als sie 14 Jahre alt war, zog die Familie in die Stadt Savona. Im Januar des Jahres 1989 wurde bei Chiara ein aggressiver Knochenkrebs diagnostiziert. Es folgten Operationen, Chemotherapie, verschiedene Therapien, Hoffnungen, Enttäuschungen. Die Art, wie Chiara ihren Umgang mit ihrer Familie, ihren Freundinnen und Bekannten und auch mit ihrer Erkrankung gestaltete, war von einer tiefen Beziehung zu Jesus geprägt. Ihr Verhalten weckte Erstaunen, ihre innere Klarheit und die tiefe Freude in ihren Augen wirkten berührend und anziehend. Den Beinamen „Luce“ („Licht“) bekam sie von Chiara Lubich, der Gründerin der Fokolar-Bewegung, mit der sie in engem Briefkontakt stand. Als Chiara Badano am 7. Oktober 1990 starb, blieb das Zeugnis eines jungen Menschen, der den Alltäglichkeiten des Lebens eine große Bedeutung geben konnte.
Chiara Badano wurde am 25. September 2010 im Santuario della Madonna del Divino Amore in Rom seliggesprochen. Promotor der Seligsprechung seit 1990 war Livio Maritano. Ihr liturgischer Gedenktag ist der 29. Oktober. Anders als bei anderen Seligen üblich wurde ihr Geburtstag, nicht ihr Sterbetag gewählt.